# 705 Erminia
705 Erminia
705 Erminia là một tiểu hành tinh ở vành đai chính. Nó được E. Ernst phát hiện ngày 6.10.1910 ở Heidelberg, và được đặt theo tên vở opera hài Erminie của Edward Jacobowsky